# Zodarion hamatum
Zodarion hamatum là một loài nhện trong họ Zodariidae.
Loài này thuộc chi Zodarion. Zodarion hamatum được Wiehle miêu tả năm 1964.